# Villa Víl
Villa Víl är en ort i Argentina.   Den ligger i provinsen Catamarca, i den norra delen av landet, 1 200 km nordväst om huvudstaden Buenos Aires. Villa Víl ligger 2 159 meter över havet och antalet invånare är 481.
Terrängen runt Villa Víl är kuperad åt nordväst, men åt sydost är den bergig. Villa Víl ligger nere i en dal. Runt Villa Víl är det mycket glesbefolkat, med 2 invånare per kvadratkilometer.. Närmaste större samhälle är Hualfín, 15,0 km söder om Villa Víl.
Omgivningarna runt Villa Víl är i huvudsak ett öppet busklandskap.